# Luca Vuerich
Luca Vuerich (* 11. Dezember 1975 in Gemona del Friuli; † 22. Januar 2010 in Udine) war ein italienischer Bergführer und Extrembergsteiger. Er wurde bekannt durch seine langen kombinierten Routen an gefrorenen Wasserfällen und als Extremskifahrer. Als Höhenbergsteiger und Fotograf nahm er mehrmals an Expeditionen von Nives Meroi und Romano Benet teil. Vuerich war Ausbilder und Trainer der Wintersportfördergruppe der italienischen Gebirgstruppenschule. Er war mit der Schwester von Nives Meroi verlobt.
Seine Besteigungen der höchsten Bergen der Welt erfolgten alle ohne zusätzlichen Sauerstoff. Luca Vuerich hat fünf der vierzehn Achttausender erfolgreich bestiegen, zehn Besteigungsversuche scheiterten. 
Am 22. Januar 2010 wurde er beim Erstbegehungsversuch einer Eiskletterroute am Prisojnik, in der Nähe der slowenischen Stadt Kranjska Gora, von einer Lawine mitgerissen. Sein Kletterpartner Andrej Magajne blieb unverletzt und alarmierte die Bergrettung. Da Vuerich auch aktives Mitglied derselben von Tarvisio war, rückte diese zusammen mit slowenischen Rettern im Helikopter an. Vuerich wurde ins Krankenhaus von Udine geflogen, wo er wenig später seinen schweren Verletzungen erlag. Sein Grab befindet sich am Friedhof von Camporosso.

## Expeditionen (vollständige Auflistung)
- 1998 Nanga Parbat: eine Gehirnblutung stoppte jedoch das Vorhaben.
- 1999 Versuche an der Shishapangma, 10 Tage später am Cho Oyu gescheitert.
- 2000 Versuch, als Erster die Nordseite des Gasherbrum II, eines der bis dahin sogenannten letzten Probleme des Himalaya, zu durchsteigen, schlechte Witterung verhinderte jedoch einen Erfolg. Fünf schwierige Sechstausender konnten dennoch zusammen mit einer Gruppe von Alpinisten aus Tarvisio erstmals erstiegen werden.
- 2001 führte die politische Situation nach den Ereignissen des 11. September zu einem frühzeitigen Abbruch einer Alpinstil-Expedition zum Mazeno Peak (7120 m) und dessen undurchstiegenen, kombinierten (Eis/Fels) 3000 Meter hohen Nordwand.
- 2003 konnten während einer Expedition gleich alle drei Hauptgipfel der Gasherbrum-Gruppe (Hidden Peak, Gasherbrum II und Broad Peak) hintereinander bestiegen werden. Das gelang erst zum zweiten Mal. Die Gipfel der drei 8000er wurden innerhalb von 20 Tagen erreicht. Zudem erfolgte ein Versuch am K2 von Norden, der in brusthohem Schwimmschnee endete.
- 2004 erfolgreiche Besteigung des Lhotse. Weiterer Versuch, den K2 zum 50-jährigen Jubiläum seiner Erstbesteigung über die Nordseite zu erreichen. Wegen schlechter Wetterbedingungen jedoch abgebrochen.
- 2005 Besteigung des Dhaulagiri am 8157 Meter hohen Vorgipfel auf Grund der schlechten Verhältnisse gescheitert.
- 2006 Erkrankung zwei Tage vor dem Gipfelaufstieg zum Dhaulagiri. Ein Versuch an der Annapurna musste wegen großer Eislawinengefahr auf 6600 Metern Höhe abgebrochen werden.
- 2007 Versuch am Peak Nansen (5697 m) im Tianshan-Gebirge (Kirgisistan) zusammen mit dem Slowenen Andrej Magajne wegen anhaltendem Steinschlag und Lawinengefahr abgebrochen. Der Aufstieg zum Gipfel des Khan Tengri (7010 m) gelang über die Südwand im Alleingang, in nur 22 Stunden wurde über den Gipfel wieder das Basislager erreicht. Die Besteigung des Berges in einem Tag war bis dahin noch keinem Italiener gelungen. Schlechte Witterung verhinderte einen geplanten Versuch am Dschengisch Tschokusu (7439 m).
- 2007/2008 Versuch der Wintererstbesteigung des Makalu, anhaltender Sturm zerstörte jedoch die vorbereiteten Lager, einschließlich der gesamten Ausrüstung und den Nahrungsvorräten. Auf dem Rückzug zum Hillary-Basislager musste er Nives Meroi wegen eines gebrochenen Wadenbeins große Strecken tragen. Auf die geplante Umrundung des Makalu auf dem Makalu-Trek wurde verzichtet.
- 2008 Manaslu zusammen mit Romano Benet und Nives Meroi, der Gipfel wurde bereits nach 13 Tagen erreicht, der Abstieg mit Abbau aller Zwischenlager erfolgte in nur 10,5 Stunden; Leila Meroi, Schwester von Nives und Vuerichs Verlobte, führte höhenmedizinische Untersuchungen durch.